# صافي رأس المال

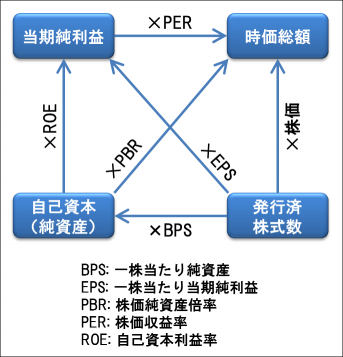

صافي رأس المال أو صافي الأصول وهي قيمة رأس المال المالي وغير المالي المملوكة دون التزاماتها غير المسددة . يُمكن التعبير عن صافي القيمة بمجموع الأصول غير المالية وصافي الأصول المالية. ينطبق هذا المفهوم على الشركات والأفراد والحكومات والقطاعات الاقتصادية، مثل قطاع الشركات المالية، أو حتى على دول بأكملها.

## طريقة الحساب
صافي الأصول = رأس المال - الالتزامات غير المدفوعة

## الأهمية
يُمثل صافي رأس المال الوضع المالي للفرد. ويمكن استخدامه للمساعدة في وضع الميزانيات، والتأثير على الإنفاق الرشيد، وتحفيز الفرد على سداد الديون، ويمكن أن يُحفزه على الادخار والاستثمار. كما يُعد صافي رأس المال أمرًا مهمًا عند التفكير في التقاعد.